# Bucco
Bucco  es un género de aves galbuliformes perteneciente a la familia Bucconidae que agrupa a especies nativas de América del Sur, y que se distribuyen desde el centro de Colombia y Venezuela hasta el centro del Perú, norte de Bolivia y centro oeste de Brasil. A sus miembros se les conoce por el nombre popular de bucos, bobos o chacurus.

## Lista de especies
Según la clasificación del Congreso Ornitológico Internacional (IOC) (versión 4.3, 2014) y Clements Checklist 6.9 este género agrupa a 4  especies:
- Bucco macrodactylus Spix, 1824 - buco cabecirrojo;
- Bucco tamatia (Gmelin), 1788 - buco moteado;
- Bucco noanamae (Hellmayr), 1909 - buco de Noanamá;
- Bucco capensis Linnaeus, 1766 - buco musuí.

## Taxonomía
Algunos autores, como Zoonomen y Birdlife International sitúan a la especie B. macrodactylus en el género monotípico Cyphos con el sinónimo Cyphos macrodactylus y a las especies B. tamatia y B. noanamae en el género Nystactes con los sinónimos Nystactes tamatia y Nystactes noanamae. 